# Гранітне (Кам'янський район)
Гранітне — селище в Україні, у Затишнянській сільській громаді Кам'янського району Дніпропетровської області. Населення — 97 мешканців.

## Географія
Селище Гранітне знаходиться на відстані 1,5 км від села Михайлівка. По селу протікає пересихаючий струмок з загатою.

## Населення

### Мова
Розподіл населення за рідною мовою за даними перепису 2001 року:
| Мова       | Відсоток |
| ---------- | -------- |
| українська | 80,4 %   |
| російська  | 15,5 %   |
| білоруська | 4,1 %    |